# John R. Allen

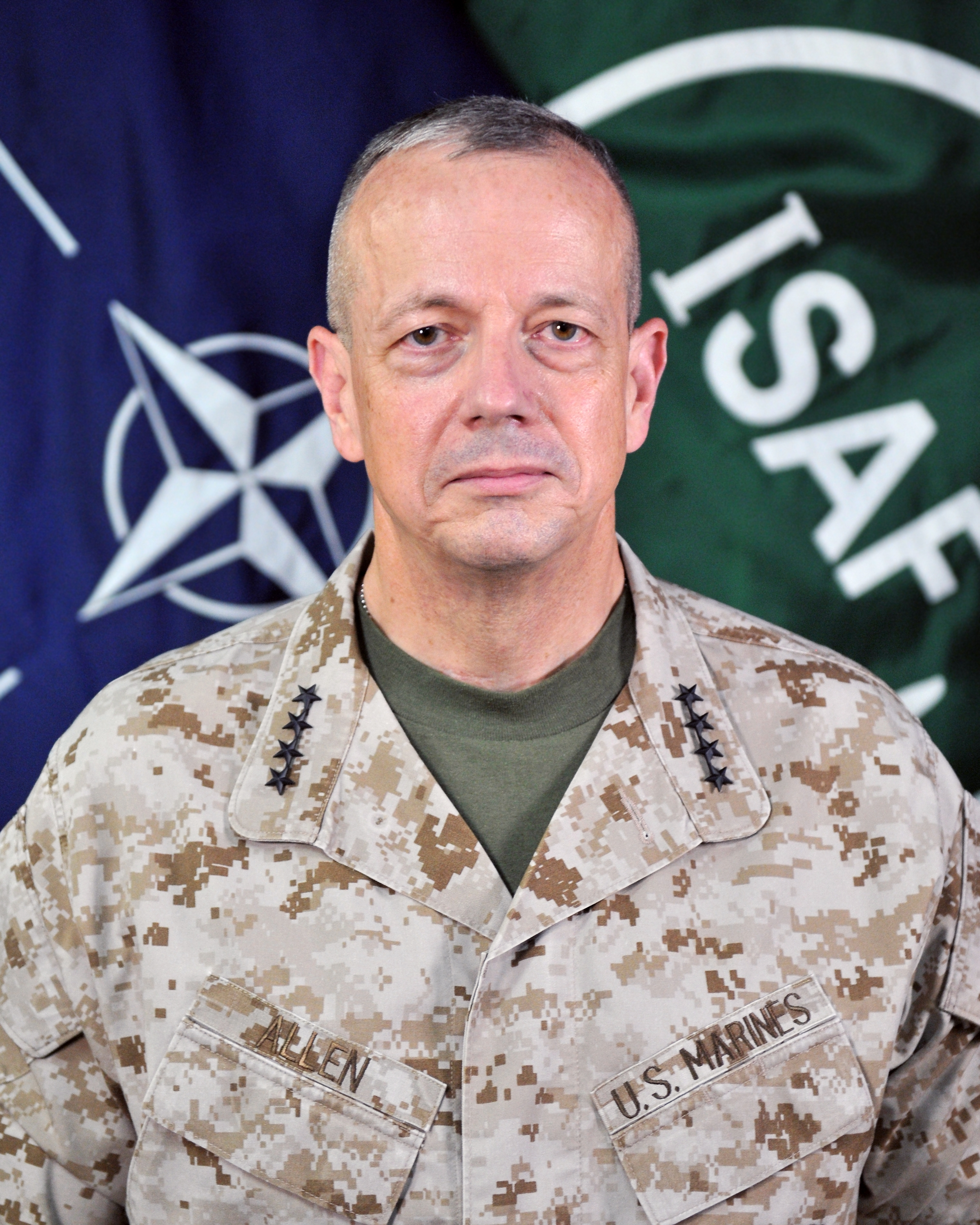
John Allen (2011)

John R. Allen (* 15. Dezember 1953 in Fort Belvoir, Virginia) ist ein US-amerikanischer General des United States Marine Corps. Vom 18. Juli 2011 bis zum 10. Februar 2013 war er Befehlshaber der International Security Assistance Force (ISAF).
Zwischen September 2014 und Oktober 2015 fungierte Allen als Sonderbeauftragter der Vereinigten Staaten für die Internationale Allianz gegen den Islamischen Staat (IS).
Von Oktober 2017 bis Juni 2022 war Allen Präsident der Brookings Institution in Washington, DC. 2022 wurde Allen in die American Academy of Arts and Sciences gewählt.

## Ausbildung
Allen besuchte die Flint Hill School in Oakton (Virginia) und absolvierte die U.S. Naval Academy, wo er 1976 einen Bachelor of Science in Operations Analysis erhielt. Allen erwarb außerdem an der Georgetown University einen Master of Arts in National Security Studies, einen Master of Science in Strategic Intelligence am Defense Intelligence College, sowie einen weiteren Masterabschluss in National Security Strategy am National War College.

## Kommandeur der ISAF in Afghanistan
Vom 18. Juli 2011 an kommandierte Allen als Nachfolger von General David Petraeus die International Security Assistance Force (ISAF). Er wurde dazu nominiert, Anfang 2013 den Posten des Supreme Allied Commander Europe (SACEUR) bei der NATO zu übernehmen; die Entscheidung über diese Besetzung trifft regelmäßig der US-Senat. Am 13. November 2012, etwa eine Woche nach dem Wahlsieg von Barack Obama, teilte US-Verteidigungsminister Leon Panetta mit, dass die Ernennung des SACEUR aufgeschoben werde. Medien berichteten, dass das Pentagon Allens Kommunikation mit einer Frau untersuche, die mit Allens Vorgänger David Petraeus befreundet war. Petraeus war vier Tage zuvor von seinem Posten als CIA-Chef zurückgetreten. Allen soll „unangebrachte“ E-Mails verschickt haben. Der Sprecher des Pentagons, George Little, gab am 22. Januar 2013 bekannt, dass bei der Untersuchung aber kein sittenwidriges Verhalten festgestellt worden sei. Fast einen Monat später, Mitte Februar 2013, zog Allen seine Kandidatur für den SACEUR-Posten zurück. Er wolle seine Militärlaufbahn beenden und sich um gesundheitliche Probleme in seiner Familie kümmern.
Anfang 2013 empfahl Allen der US-Regierung laut Medien, bei einem möglichen Abzug der US-Streitkräfte nach 2014 etwa 6000 bis 15.000 Soldaten zur Sicherung des Landes in Afghanistan zu belassen.
Obwohl eigentlich für den Posten des Supreme Allied Commander Europe (SACEUR) vorgesehen, wurde Allen am 19. Februar 2013 auf eigenen Wunsch in den Ruhestand versetzt.

## Sonderbeauftragter für die Internationale Allianz gegen den IS
Im September 2014 ernannte US-Präsident Barack Obama Allen zum Sonderbeauftragten für die US-geführte Internationale Allianz gegen den Islamischen Staat (IS). Im Oktober 2015 schied er aus diesem Amt aus, zu seinem Nachfolger wurde sein bisheriger Stellvertreter, Brett H. McGurk ernannt. Allen trat im November 2015 in den Ruhestand.
Vom 11. bis 14. Juni 2015 nahm er an der 63. Bilderberg-Konferenz in Telfs-Buchen in Österreich teil.

## Trans Atlantic Task Force
Seit 2019 ist er Mitglied der Transatlantischen Task Force des German Marshall Funds und der Bundeskanzler-Helmut-Schmidt-Stiftung.

## Auszeichnungen
- Defense Distinguished Service Medal (3 ×)
- Defense Superior Service Medal
- Legion of Merit (4 ×)
- Defense Meritorious Service Medal (2 ×)
- Meritorious Service Medal
- Navy & Marine Corps Commendation Medal (4 ×)
- Navy & Marine Corps Achievement Medal (2 ×)
- Navy Unit Commendation (3 ×)
- National Defense Service Medal (3 ×)
- Afghanistan Campaign Medal (2 ×)
- Iraq Campaign Medal (2 ×)
- Global War on Terrorism Expeditionary Medal
- Global War on Terrorism Service Medal
- Armed Forces Service Medal
- Humanitarian Service Medal
- NATO Meritorious Service Medal
- NATO-Medaille für den Einsatz in Jugoslawien
- Komtur des Verdienstordens der Republik Polen

## Werke
- mit Frederick B. Hodges, Julian Lindley-French: Future War and the Defence of Europe. Oxford University Press, Oxford 2021, ISBN 978-0-19-885583-5. (deutsche Ausgabe: mit Frederick B. Hodges, Julian Lindley-French: Future War. Die Bedrohung und Verteidigung Europas. Aus dem Englischen von Bettina Vestring. Verlag Langen-Müller, München 2022, ISBN 978-3-7844-3579-4)